# Italia ai Giochi della XXI Olimpiade
L'Italia partecipò ai Giochi della XXI Olimpiade svoltisi a Montréal dal 17 luglio al 1º agosto 1976, con una delegazione di 239 atleti.

## Medagliere

### Per discipline
| Sport            | Oro | Argento | Bronzo | Totale |
| ---------------- | --- | ------- | ------ | ------ |
| Scherma          | 1   | 3       | 0      | 4      |
| Tuffi            | 1   | 1       | 0      | 2      |
| Atletica leggera | 0   | 1       | 0      | 1      |
| Ciclismo         | 0   | 1       | 0      | 1      |
| Pallanuoto       | 0   | 1       | 0      | 1      |
| Tiro             | 0   | 0       | 2      | 2      |
| Judo             | 0   | 0       | 1      | 1      |
| Tiro con l'arco  | 0   | 0       | 1      | 1      |
| Totale           | 2   | 7       | 4      | 13     |

### Medaglie
| Medaglia | Nome                                                                                      | Sport            | Evento                         |
| -------- | ----------------------------------------------------------------------------------------- | ---------------- | ------------------------------ |
| Oro      | Klaus Dibiasi                                                                             | Tuffi            | Piattaforma 10 metri           |
| Oro      | Fabio Dal Zotto                                                                           | Scherma          | Fioretto individuale maschile  |
| Argento  | Sara Simeoni                                                                              | Atletica leggera | Salto in alto femminile        |
| Argento  | Giuseppe Martinelli                                                                       | Ciclismo         | Corsa in linea su strada       |
| Argento  | Giorgio Cagnotto                                                                          | Tuffi            | Trampolino 3 metri             |
| Argento  | Maria Consolata Collino                                                                   | Scherma          | Fioretto individuale femminile |
| Argento  | Fabio Dal Zotto Giambattista Coletti Attilio Calatroni Stefano Simoncelli Carlo Montano   | Scherma          | Fioretto a squadre maschile    |
| Argento  | Mario Tullio Montano Tommaso Montano Angelo Arcidiacono Michele Maffei Mario Aldo Montano | Scherma          | Sciabola a squadre maschile    |
| Argento  | Italia                                                                                    | Pallanuoto       | Torneo maschile                |
| Bronzo   | Giancarlo Ferrari                                                                         | Tiro con l'arco  | Individuale maschile           |
| Bronzo   | Felice Mariani                                                                            | Judo             | Pesi leggeri                   |
| Bronzo   | Roberto Ferraris                                                                          | Tiro             | Pistola 25 metri               |
| Bronzo   | Ubaldesco Baldi                                                                           | Tiro             | Fossa                          |

### Plurimedagliati
| Nome            | Sport   | Oro | Argento | Bronzo | Totale |
| --------------- | ------- | --- | ------- | ------ | ------ |
| Fabio Dal Zotto | Scherma | 1   | 1       | 0      | 2      |

## Risultati

### Pallacanestro
- Uomini

| Atleta | Classifica |
| --- | ---------- |
| V · D · M Nazionale italiana - Pallacanestro ai Giochi della XXI Olimpiade - Torneo maschile 4 Brumatti · 5 Iellini · 6 Recalcati · 7 Vendemini · 8 Della Fiori · 9 Bariviera · 10 Zanatta · 11 Meneghin · 12 Marzorati · 13 Serafini · 14 Bisson · 15 Bertolotti · All. Giancarlo Primo | 5°         |
| Nazionale italiana - Pallacanestro ai Giochi della XXI Olimpiade - Torneo maschile |            |
| 4 Brumatti · 5 Iellini · 6 Recalcati · 7 Vendemini · 8 Della Fiori · 9 Bariviera · 10 Zanatta · 11 Meneghin · 12 Marzorati · 13 Serafini · 14 Bisson · 15 Bertolotti · All. Giancarlo Primo                                                                                              |            |

### Pallanuoto
| Atleta | Classifica |                   |
| --- | --- | ----------------- |
| V · D · M Nazionale maschile italiana di pallanuoto · Giochi olimpici - Montréal 1976 Alberani · Baracchini · Castagnola · D'Angelo · G. De Magistris · R. De Magistris · Del Duca · Ghibellini · Marsili · Panerai · Simeoni · CT : Gianni Lonzi | Argento |                   |
| Nazionale maschile italiana di pallanuoto · Giochi olimpici - Montréal 1976 | |                   |
| Alberani · Baracchini · Castagnola · D'Angelo · G. De Magistris · R. De Magistris · Del Duca · Ghibellini · Marsili · Panerai · Simeoni · CT: Gianni Lonzi                                                                                        | Alberani · Baracchini · Castagnola · D'Angelo · G. De Magistris · R. De Magistris · Del Duca · Ghibellini · Marsili · Panerai · Simeoni · CT: Gianni Lonzi | Italia (bandiera) |